# Formel-1-Weltmeisterschaft 1994
Die Formel-1-Weltmeisterschaft 1994 war die 45. Saison der Formel-1-Weltmeisterschaft. Sie wurde über 16 Rennen in der Zeit vom 27. März 1994 bis zum 13. November 1994 ausgetragen. Michael Schumacher gewann seine erste von sieben Fahrer-Weltmeisterschaften, das Williams-Team wurde zum siebten Mal insgesamt und dritten Mal in Folge Konstrukteursweltmeister. Die Saison wurde von mehreren schweren Unfällen überschattet, davon zwei tödlichen Unfällen während des Rennwochenendes zum Großen Preis von San Marino in Imola. Der Österreicher Roland Ratzenberger starb nach einem Unfall noch während des Trainings, der Brasilianer Ayrton Senna nach einer Reihe von Zwischenfällen durch einen Unfall im Rennen. Beim Training zum Großen Preis von Monaco verunglückte Karl Wendlinger so schwer, dass er mehrere Wochen im Koma lag.

## Änderungen 1994

### Reglement
Hinsichtlich des technischen Reglements stellte das Jahr 1994 eine Zäsur dar: Sämtliche Fahrhilfen wie aktive Radaufhängung, ABS, Traktionskontrolle und Launch Control wurden verboten. Entsprechende Hilfsmittel hatten in den Vorjahren vor allem den etablierten, finanzstarken Teams zur Verfügung gestanden und deren Vormachtstellung zementiert, was als ursächlich dafür angesehen wurde, dass seit 1989 jedes Jahr mehrere kleinere Rennställe den Betrieb eingestellt hatten. Zudem wurde das seit 1984 bestehende Verbot für Nachtanken während des Rennens wieder aufgehoben.
Nach den Unfällen zu Saisonbeginn wurden ab dem Großen Preis von Spanien weitere Maßnahmen angeordnet, die die Fahrzeuge kurzfristig langsamer und damit sicherer machen sollten. Dies umfasste unter anderem eine Verkleinerung des Heckflügels, Beschränkungen für den Luftdruck in der Airbox und vor allem die verpflichtende Montage einer hölzernen Bodenplatte („Planke“) von 1 cm Dicke, die durch Abnutzung während des Rennens um maximal 1 mm abgeschliffen werden durfte.

### Rennstrecken
Nach nur zwei Ausgaben wurde der Große Preis von Südafrika wieder aufgegeben. Neu war dagegen der Große Preis des Pazifiks, der als zweites Saisonrennen auf dem Tanaka International Circuit in Japan veranstaltet wurde. Der im Vorjahr wieder eingeführte Große Preis von Europa wechselte zudem seinen Austragungsort und fand nun auf dem spanischen Circuito de Jerez statt, wo letztmals 1990 ein Formel-1-Rennen stattgefunden hatte.
Zusammen mit dem Großen Preis von San Marino in Italien ergab sich also die Situation, dass es drei Länder gab, in denen jeweils zwei Grands Prix stattfanden. Dies wiederholte sich danach lediglich 1995, 1997 und 2020: In ersterem Jahr ging der Große Preis von Europa an den deutschen Nürburgring, während zudem weiterhin der Große Preis des Pazifiks stattfand. 1997 gastierte der Große Preis von Europa wiederum in Jerez, während zusätzlich ein Rennen auf dem Nürburgring als Großer Preis von Luxemburg abgehalten wurde. 2020 schließlich wurde aufgrund der COVID-19-Pandemie der ursprüngliche Rennkalender gänzlich aufgegeben und danach ein neuer Kalender mit u. a. jeweils zwei Rennen in Österreich und Großbritannien sowie drei Rennen in Italien aufgestellt. Zuvor war eine vergleichbare Situation 1982 eingetreten, als neben den Großen Preisen von Italien und San Marino zudem noch zwei Rennen in Frankreich (einschließlich des Großen Preises der Schweiz in Dijon-Prenois) und drei Rennen in den USA (Großer Preis der USA West, Großer Preis der USA Ost und Großer Preis von Las Vegas) stattfanden.

### Teams
BMS Scuderia Italia stellte nach der Saison 1993 den Rennbetrieb ein, allerdings blieb Teambesitzer Giuseppe Lucchini der Formel 1 verbunden und beteiligte sich am Minardi-Rennstall, der in dieser Saison als Minardi Scuderia Italia firmierte. Daneben gab es mit Simtek und Pacific zwei neue Rennställe im Teilnehmerfeld, das somit nunmehr 28 Fahrzeuge umfasste.

### Motoren
McLaren setzte nach den Erfahrungen des Vorjahres, als das Team auf Kundenmotoren von Ford angewiesen war und daher gegenüber dem Ford-Werkspartner Benetton benachteiligt wurde, umso stärker auf Werksunterstützung durch einen großen Automobilkonzern. Ende 1993 wurde zunächst eine Partnerschaft mit dem im Besitz von Chrysler befindlichen Lamborghini Engineering in Erwägung gezogen, das seit 1989 Zwölfzylindermotoren für die Formel 1 herstellte. Allerdings erhielt McLaren kurz darauf Angebote von Peugeot, das langfristige Pläne hatte. McLaren sagte zu, und Lamborghini Engineering wurde daraufhin von Chrysler geschlossen. Larrousse, bisher hauptsächlicher Nutznießer der Lamborghini-Motoren, setzte daraufhin Ford-Kundenmotoren ein.
Im Auftrag von Ford stellte Cosworth dem Benetton-Team den neuen EC-Motor zur Verfügung, der aus Marketinggründen unter der Bezeichnung Ford Zetec R gemeldet wurde. Im Gegensatz dazu erhielten die Kundenteams weiterhin den älteren, nicht mehr weiterentwickelten Typen HB.
Mugen-Honda wechselte von Footwork zu Lotus. Footwork wechselte nachfolgend ebenfalls zurück auf Ford-Kundenmotoren. Mit solchen Motoren trat auch der Debütant Simtek an.
An Ilmor, dem bisherige Motorenlieferant von Sauber, war Mercedes-Benz mittlerweile zu 25 % beteiligt. Die neuen Motoren vom Typ 2175B, die in diesem Jahr bei Sauber debütierten, wurden daher als Mercedes-Benz gemeldet, wohingegen die beim anderen Debütanten Pacific verwendeten älteren 2175A-Motoren weiterhin als Ilmor bezeichnet wurden.
Ferrari lieferte erstmals seit 1990 keine Motoren mehr an Kundenteams aus. Entsprechende Motoren hatten weder bei Minardi (1991) noch bei BMS Scuderia Italia (1992–93) den Teams Vorteile gebracht, sondern hauptsächlich eine finanzielle Belastung dargestellt und mit sportlichen Misserfolgen das Renommee des italienischen Traditionsunternehmens gefährdet.

### Fahrerwechsel vor Saisonbeginn
Ayrton Senna, Weltmeister der Jahre 1988, 1990 und 1991, wechselte nach sechs Jahren bei McLaren zu Williams, wo Alain Prost, Weltmeister des Vorjahres, nun seinen endgültigen Rücktritt erklärt hatte. Dort hatte sich mittlerweile Damon Hill als zweiter Fahrer etablieren können. Wie im Vorjahr allerdings gab es beim Weltmeister-Team kein Auto mit der Startnummer 1, da sich erneut der jeweils aktuelle Weltmeister mit einem Anrecht auf diese Nummer zurückgezogen hatte. Hill startete damit wiederum mit der Nummer 0.
McLaren, Sennas Ex-Team, setzte weiterhin auf Mika Häkkinen, der sich am Ende der Vorsaison als engagierter und talentierter Ersatz für den enttäuschenden Michael Andretti herausgestellt hatte. Ergänzt wurde er um den vormaligen Ligier-Fahrer Martin Brundle. Ligier wiederum stellte sich erneut komplett neu auf; nunmehr fuhren der Debütant Olivier Panis und der Rückkehrer Éric Bernard für den französischen Rennstall. Mark Blundell, der andere Ligier-Fahrer der Saison 1993, fuhr nun für Tyrrell neben Ukyō Katayama, dessen bisheriger Teamkollege Andrea de Cesaris zunächst vor dem Karriereende zu stehen schien.
Als neuer Teamkollege für Michael Schumacher anstelle des ebenfalls zurückgetretenen Riccardo Patrese war zunächst JJ Lehto vorgesehen, der von Sauber kam, sich allerdings bei Testfahrten vor der Saison schwer verletzte. Die ersten Saisonrennen und auch den Großteil der übrigen Saison bestritt daher der niederländische Debütant Jos Verstappen. Lehtos Platz bei Sauber nahm mit Heinz-Harald Frentzen ein weiterer Debütant ein, der mit seinem Teamkollegen Karl Wendlinger (und Michael Schumacher) eine gemeinsame Vergangenheit im von Teamchef Peter Sauber geleiteten Mercedes-Werksteam der Sportwagen-Weltmeisterschaft hatte.
Eine komplett neue Besetzung gab es bei Footwork: Christian Fittipaldi kam von Minardi, hinzu stieß der zuvor für Minardi, BMS Scuderia Italia und einmalig auch für Ferrari aktive Gianni Morbidelli. Fittipaldis Platz bei Minardi nahm der Routinier Michele Alboreto ein, der zuvor bei der nun aufgelösten Scuderia Italia gefahren war. Seinen Teamkollegen stellte Pierluigi Martini dar, der Mitte der Vorsaison Fabrizio Barbazza ersetzt hatte. Das zuvor aus Aguri Suzuki und Derek Warwick bestehende Footwork-Fahrerduo verschwand dagegen im Falle von Suzuki vorerst, im Falle von Warwick endgültig aus der Formel 1.
Bei Larrousse wurde der Monegasse Olivier Beretta neuer Teamkollege von Érik Comas. Eine Rückkehr feierte David Brabham, der zuvor einen Großteil der Saison 1990 im ursprünglich von seinem Vater Jack Brabham gegründeten, mittlerweile längst aufgelösten Brabham-Rennstall bestritten hatte und nun für Simtek antrat. Sein Teamkollege wurde der österreichische Debütant Roland Ratzenberger. Hingegen setzte Pacific zumindest mit Bertrand Gachot auf einen erfahreneren Piloten. Sein Teamkollege Paul Belmondo, Sohn des Schauspielers Jean-Paul Belmondo, war zwar mit einem Engagement bei March 1992 ebenfalls schon als Fahrer in Erscheinung getreten, galt ansonsten aber als Playboy und Paydriver.
Die einzigen Teams, die die Saison 1994 mit der jeweils selben Fahrer-Paarung begonnen, mit der auch das letzte Rennen 1993 bestritten worden war, waren Ferrari, Lotus und Jordan.

### Fahrerwechsel während der Saison
Von Fahrerwechseln während der Saison waren vor allem die kleineren Teams betroffen: Vor allem Simtek brachte nach dem Unfalltod von Ratzenberger mit Andrea Montermini, Jean-Marc Gounon, Domenico Schiattarella und Taki Inoue vier weitere Paydriver zum Einsatz. Ähnlich ging auch Lotus vor, dessen Fahrer Pedro Lamy bei Testfahrten während der Saison schwer verletzt worden war: Zunächst kehrte Alessandro Zanardi zum Team zurück, später fuhren jedoch noch Philippe Adams, Ligier-Fahrer Éric Bernard und Mika Salo für das Team. Auch Larrousse war zum Einsatz zahlungskräftiger Fahrer gezwungen, hier absolvierte kein Fahrer sämtliche Saisonrennen: Olivier Beretta wurde nacheinander durch Philippe Alliot, Yannick Dalmas und Hideki Noda ersetzt, Érik Comas im letzten Rennen durch Jean-Denis Delétraz.
Aber auch bei den großen Teams fluktuierte die Besetzung infolge von Unfällen: Nach dem Tod von Ayrton Senna fuhr zunächst der bisherige Testfahrer David Coulthard seine ersten Rennen, ehe er am Saisonende von Rückkehrer Nigel Mansell ersetzt wurde. Ferrari wiederum war nach einem Test-Unfall von Jean Alesi gezwungen, den Franzosen durch Testfahrer Nicola Larini zu ersetzen. Auch Sauber-Fahrer Karl Wendlinger verletzte sich während der Saison, als Ersatz kehrten erst Andrea de Cesaris und am Saisonende schließlich JJ Lehto zum Team zurück.
Noch kurioser war jeweils der Saisonverlauf bei Jordan und Benetton: Bei Jordan war Eddie Irvine nach dem Saisonauftakt wegen Verursachens einer Kollision für drei Rennen gesperrt worden. Ersetzt wurde er zunächst durch Aguri Suzuki, dann durch Andrea de Cesaris. Bei Benetton wiederum kam außer dem Wechsel des zweiten Cockpits zwischen Jos Verstappen und JJ Lehto am Saisonende noch eine Sperre von Michael Schumacher für zwei Rennen hinzu, die den Einsatz beider „zweiter“ Fahrer erlaubte. In den letzten beiden Saisonrennen wurde dann allerdings Johnny Herbert unter Vertrag genommen, Lehto an Sauber abgegeben und Verstappen zum Testfahrer degradiert.

## Teams und Fahrer
| Foto           | Team                                            | Chassis                       | Motor                 | Reifen | Nr. | Stammfahrer            | Rennen      | Test-/ Ersatzfahrer           |
| -------------- | ----------------------------------------------- | ----------------------------- | --------------------- | ------ | --- | ---------------------- | ----------- | ----------------------------- |
| Williams FW16B | Rothmans Williams Renault                       | Williams FW16 Williams FW16B  | Renault 3.5 V10       | G      | 0   | Damon Hill             | 1–16        | David Coulthard               |
| Williams FW16B | Rothmans Williams Renault                       | Williams FW16 Williams FW16B  | Renault 3.5 V10       | G      | 02  | Ayrton Senna           | 1–3         | David Coulthard               |
| Williams FW16B | Rothmans Williams Renault                       | Williams FW16 Williams FW16B  | Renault 3.5 V10       | G      | 02  | David Coulthard        | 5, 6, 8–13  | David Coulthard               |
| Williams FW16B | Rothmans Williams Renault                       | Williams FW16 Williams FW16B  | Renault 3.5 V10       | G      | 02  | Nigel Mansell          | 7, 14–16    | David Coulthard               |
| Tyrrell 022    | Tyrrell                                         | Tyrrell 022                   | Yamaha 3.5 V10        | G      | 03  | Ukyō Katayama          | 1–16        | n/a                           |
| Tyrrell 022    | Tyrrell                                         | Tyrrell 022                   | Yamaha 3.5 V10        | G      | 04  | Mark Blundell          | 1–16        | n/a                           |
| Benetton B194  | Mild Seven Benetton Ford                        | Benetton B194                 | Ford Zetec-R 3.5 V8   | G      | 05  | Michael Schumacher     | 1–11, 14–16 | Paul Tracy Jos Verstappen     |
| Benetton B194  | Mild Seven Benetton Ford                        | Benetton B194                 | Ford Zetec-R 3.5 V8   | G      | 05  | JJ Lehto               | 12, 13      | Paul Tracy Jos Verstappen     |
| Benetton B194  | Mild Seven Benetton Ford                        | Benetton B194                 | Ford Zetec-R 3.5 V8   | G      | 06  | Jos Verstappen         | 1, 2, 7–14  | Paul Tracy Jos Verstappen     |
| Benetton B194  | Mild Seven Benetton Ford                        | Benetton B194                 | Ford Zetec-R 3.5 V8   | G      | 06  | JJ Lehto               | 3–6         | Paul Tracy Jos Verstappen     |
| Benetton B194  | Mild Seven Benetton Ford                        | Benetton B194                 | Ford Zetec-R 3.5 V8   | G      | 06  | Johnny Herbert         | 15, 16      | Paul Tracy Jos Verstappen     |
| McLaren MP4/9  | Marlboro McLaren Peugeot                        | McLaren MP4/9                 | Peugeot 3.5 V10       | G      | 07  | Mika Häkkinen          | 1–9, 11–16  | Philippe Alliot               |
| McLaren MP4/9  | Marlboro McLaren Peugeot                        | McLaren MP4/9                 | Peugeot 3.5 V10       | G      | 07  | Philippe Alliot        | 10          | Philippe Alliot               |
| McLaren MP4/9  | Marlboro McLaren Peugeot                        | McLaren MP4/9                 | Peugeot 3.5 V10       | G      | 08  | Martin Brundle         | 1–16        | Philippe Alliot               |
| Footwork FA15  | Footwork Ford                                   | Footwork FA15                 | Ford HB 3.5 V8        | G      | 09  | Christian Fittipaldi   | 1–16        | n/a                           |
| Footwork FA15  | Footwork Ford                                   | Footwork FA15                 | Ford HB 3.5 V8        | G      | 10  | Gianni Morbidelli      | 1–16        | n/a                           |
| Lotus 109      | Team Lotus                                      | Lotus 107C Lotus 109          | Mugen-Honda 3.5 V10   | G      | 11  | Pedro Lamy             | 1–4         | n/a                           |
| Lotus 109      | Team Lotus                                      | Lotus 107C Lotus 109          | Mugen-Honda 3.5 V10   | G      | 11  | Alessandro Zanardi     | 5–10, 12    | n/a                           |
| Lotus 109      | Team Lotus                                      | Lotus 107C Lotus 109          | Mugen-Honda 3.5 V10   | G      | 11  | Philippe Adams         | 11, 13      | n/a                           |
| Lotus 109      | Team Lotus                                      | Lotus 107C Lotus 109          | Mugen-Honda 3.5 V10   | G      | 11  | Éric Bernard           | 14          | n/a                           |
| Lotus 109      | Team Lotus                                      | Lotus 107C Lotus 109          | Mugen-Honda 3.5 V10   | G      | 11  | Mika Salo              | 15, 16      | n/a                           |
| Lotus 109      | Team Lotus                                      | Lotus 107C Lotus 109          | Mugen-Honda 3.5 V10   | G      | 12  | Johnny Herbert         | 1–13        | n/a                           |
| Lotus 109      | Team Lotus                                      | Lotus 107C Lotus 109          | Mugen-Honda 3.5 V10   | G      | 12  | Alessandro Zanardi     | 14–16       | n/a                           |
| Jordan 194     | Sasol Jordan                                    | Jordan 194                    | Hart 3.5 V10          | G      | 14  | Rubens Barrichello     | 1–16        | n/a                           |
| Jordan 194     | Sasol Jordan                                    | Jordan 194                    | Hart 3.5 V10          | G      | 15  | Eddie Irvine           | 1, 5–16     | n/a                           |
| Jordan 194     | Sasol Jordan                                    | Jordan 194                    | Hart 3.5 V10          | G      | 15  | Aguri Suzuki           | 2           | n/a                           |
| Jordan 194     | Sasol Jordan                                    | Jordan 194                    | Hart 3.5 V10          | G      | 15  | Andrea de Cesaris      | 3, 4        | n/a                           |
| Larrousse LH94 | Tourtel Larrousse F1                            | Larrousse LH94                | Ford HB 3.5 V8        | G      | 19  | Olivier Beretta        | 1–10        | n/a                           |
| Larrousse LH94 | Tourtel Larrousse F1                            | Larrousse LH94                | Ford HB 3.5 V8        | G      | 19  | Philippe Alliot        | 11          | n/a                           |
| Larrousse LH94 | Tourtel Larrousse F1                            | Larrousse LH94                | Ford HB 3.5 V8        | G      | 19  | Yannick Dalmas         | 12, 13      | n/a                           |
| Larrousse LH94 | Tourtel Larrousse F1                            | Larrousse LH94                | Ford HB 3.5 V8        | G      | 19  | Hideki Noda            | 14–16       | n/a                           |
| Larrousse LH94 | Tourtel Larrousse F1                            | Larrousse LH94                | Ford HB 3.5 V8        | G      | 20  | Érik Comas             | 1–15        | n/a                           |
| Larrousse LH94 | Tourtel Larrousse F1                            | Larrousse LH94                | Ford HB 3.5 V8        | G      | 20  | Jean-Denis Delétraz    | 16          | n/a                           |
| Minardi M194   | Minardi Scuderia Italia                         | Minardi M193B Minardi M194    | Ford HB 3.5 V8        | G      | 23  | Pierluigi Martini      | 1–16        | Luca Badoer                   |
| Minardi M194   | Minardi Scuderia Italia                         | Minardi M193B Minardi M194    | Ford HB 3.5 V8        | G      | 24  | Michele Alboreto       | 1–16        | Luca Badoer                   |
| Ligier JS93B   | Ligier Gitanes Blondes                          | Ligier JS39B                  | Renault 3.5 V10       | G      | 25  | Éric Bernard           | 1–13        | Franck Lagorce                |
| Ligier JS93B   | Ligier Gitanes Blondes                          | Ligier JS39B                  | Renault 3.5 V10       | G      | 25  | Johnny Herbert         | 14          | Franck Lagorce                |
| Ligier JS93B   | Ligier Gitanes Blondes                          | Ligier JS39B                  | Renault 3.5 V10       | G      | 25  | Franck Lagorce         | 15, 16      | Franck Lagorce                |
| Ligier JS93B   | Ligier Gitanes Blondes                          | Ligier JS39B                  | Renault 3.5 V10       | G      | 26  | Olivier Panis          | 1–16        | Franck Lagorce                |
| Ferrari 412T1  | Scuderia Ferrari SpA                            | Ferrari 412T1 Ferrari 412T1/B | Ferrari 3.5 V12       | G      | 27  | Jean Alesi             | 1, 4–16     | Nicola Larini                 |
| Ferrari 412T1  | Scuderia Ferrari SpA                            | Ferrari 412T1 Ferrari 412T1/B | Ferrari 3.5 V12       | G      | 27  | Nicola Larini          | 2, 3        | Nicola Larini                 |
| Ferrari 412T1  | Scuderia Ferrari SpA                            | Ferrari 412T1 Ferrari 412T1/B | Ferrari 3.5 V12       | G      | 28  | Gerhard Berger         | 1–16        | Nicola Larini                 |
| Sauber C13     | Broker Sauber Mercedes                          | Sauber C13                    | Mercedes-Benz 3.5 V10 | G      | 29  | Karl Wendlinger        | 1–4         | n/a                           |
| Sauber C13     | Broker Sauber Mercedes                          | Sauber C13                    | Mercedes-Benz 3.5 V10 | G      | 29  | Andrea de Cesaris      | 6–14        | n/a                           |
| Sauber C13     | Broker Sauber Mercedes                          | Sauber C13                    | Mercedes-Benz 3.5 V10 | G      | 29  | JJ Lehto               | 15, 16      | n/a                           |
| Sauber C13     | Broker Sauber Mercedes                          | Sauber C13                    | Mercedes-Benz 3.5 V10 | G      | 30  | Heinz-Harald Frentzen  | 1–16        | n/a                           |
| Simtek S941    | MTV Simtek Ford                                 | Simtek S941                   | Ford HB 3.5 V8        | G      | 31  | David Brabham          | 1–16        | Andrea Montermini             |
| Simtek S941    | MTV Simtek Ford                                 | Simtek S941                   | Ford HB 3.5 V8        | G      | 32  | Roland Ratzenberger    | 1–3         | Andrea Montermini             |
| Simtek S941    | MTV Simtek Ford                                 | Simtek S941                   | Ford HB 3.5 V8        | G      | 32  | Andrea Montermini      | 5           | Andrea Montermini             |
| Simtek S941    | MTV Simtek Ford                                 | Simtek S941                   | Ford HB 3.5 V8        | G      | 32  | Jean-Marc Gounon       | 7–13        | Andrea Montermini             |
| Simtek S941    | MTV Simtek Ford                                 | Simtek S941                   | Ford HB 3.5 V8        | G      | 32  | Domenico Schiattarella | 14, 16      | Andrea Montermini             |
| Simtek S941    | MTV Simtek Ford                                 | Simtek S941                   | Ford HB 3.5 V8        | G      | 32  | Taki Inoue             | 15          | Andrea Montermini             |
| Pacific PR01   | Pacific Grand Prix Ltd Ursus Pacific Grand Prix | Pacific PR01                  | Ilmor 3.5 V10         | G      | 33  | Paul Belmondo          | 1–16        | Oliver Gavin Giovanni Lavaggi |
| Pacific PR01   | Pacific Grand Prix Ltd Ursus Pacific Grand Prix | Pacific PR01                  | Ilmor 3.5 V10         | G      | 34  | Bertrand Gachot        | 1–16        | Oliver Gavin Giovanni Lavaggi |

1. ↑  Die Startnummer 1 wurde nicht vergeben, da mit Alain Prost der Weltmeister von 1993 nicht mehr teilnahm. So fielen die ersten Startnummern automatisch dem Konstrukteursweltmeister zu.
2. ↑  Ab dem 13. Rennen, dem Großen Preis von Portugal, trat Pacific Racing unter dem Namen Ursus Pacific Grand Prix an.

## Rennkalender
| Nr. | Datum         | Grand Prix (Strecke)          | Distanz (km) | Sieger                             | Zweiter                            | Dritter                          | Pole- Position                     | Schnellste Rennrunde               | Gesamtführender Fahrer             | Gesamtführender Konstrukteur |
| --- | ------------- | ----------------------------- | ------------ | ---------------------------------- | ---------------------------------- | -------------------------------- | ---------------------------------- | ---------------------------------- | ---------------------------------- | ---------------------------- |
| 01  | 27. März      | Brasilien (São Paulo)         | 307,075      | Michael Schumacher (Benetton-Ford) | Damon Hill (Williams-Renault)      | Jean Alesi (Ferrari)             | Ayrton Senna (Williams-Renault)    | Michael Schumacher (Benetton-Ford) | Michael Schumacher (Benetton-Ford) | Benetton-Ford                |
| 02  | 17. April     | Pazifik (Mimasaka)            | 307,349      | Michael Schumacher (Benetton-Ford) | Gerhard Berger (Ferrari)           | Rubens Barrichello (Jordan-Hart) | Ayrton Senna (Williams-Renault)    | Michael Schumacher (Benetton-Ford) | Michael Schumacher (Benetton-Ford) | Benetton-Ford                |
| 03  | 1. Mai        | San Marino (Imola)            | 292,320      | Michael Schumacher (Benetton-Ford) | Nicola Larini (Ferrari)            | Mika Häkkinen (McLaren-Peugeot)  | Ayrton Senna (Williams-Renault)    | Damon Hill (Williams-Renault)      | Michael Schumacher (Benetton-Ford) | Benetton-Ford                |
| 04  | 15. Mai       | Monaco (Monte Carlo)          | 259,584      | Michael Schumacher (Benetton-Ford) | Martin Brundle (McLaren-Peugeot)   | Gerhard Berger (Ferrari)         | Michael Schumacher (Benetton-Ford) | Michael Schumacher (Benetton-Ford) | Michael Schumacher (Benetton-Ford) | Benetton-Ford                |
| 05  | 29. Mai       | Spanien (Montmeló)            | 308,555      | Damon Hill (Williams-Renault)      | Michael Schumacher (Benetton-Ford) | Mark Blundell (Tyrrell-Yamaha)   | Michael Schumacher (Benetton-Ford) | Michael Schumacher (Benetton-Ford) | Michael Schumacher (Benetton-Ford) | Benetton-Ford                |
| 06  | 12. Juni      | Kanada (Montréal)             | 307,050      | Michael Schumacher (Benetton-Ford) | Damon Hill (Williams-Renault)      | Jean Alesi (Ferrari)             | Michael Schumacher (Benetton-Ford) | Michael Schumacher (Benetton-Ford) | Michael Schumacher (Benetton-Ford) | Benetton-Ford                |
| 07  | 3. Juli       | Frankreich (Magny-Cours)      | 305,814      | Michael Schumacher (Benetton-Ford) | Damon Hill (Williams-Renault)      | Gerhard Berger (Ferrari)         | Damon Hill (Williams-Renault)      | Damon Hill (Williams-Renault)      | Michael Schumacher (Benetton-Ford) | Benetton-Ford                |
| 08  | 10. Juli      | Großbritannien (Silverstone)  | 303,420      | Damon Hill (Williams-Renault)      | Jean Alesi (Ferrari)               | Mika Häkkinen (McLaren-Peugeot)  | Damon Hill (Williams-Renault)      | Damon Hill (Williams-Renault)      | Michael Schumacher (Benetton-Ford) | Benetton-Ford                |
| 09  | 31. Juli      | Deutschland (Hockenheim)      | 307,035      | Gerhard Berger (Ferrari)           | Olivier Panis (Ligier-Renault)     | Éric Bernard (Ligier-Renault)    | Gerhard Berger (Ferrari)           | David Coulthard (Williams-Renault) | Michael Schumacher (Benetton-Ford) | Benetton-Ford                |
| 10  | 14. August    | Ungarn (Mogyoród)             | 305,536      | Michael Schumacher (Benetton-Ford) | Damon Hill (Williams-Renault)      | Jos Verstappen (Benetton-Ford)   | Michael Schumacher (Benetton-Ford) | Michael Schumacher (Benetton-Ford) | Michael Schumacher (Benetton-Ford) | Benetton-Ford                |
| 11  | 28. August    | Belgien (Spa-Francorchamps)   | 308,044      | Damon Hill (Williams-Renault)      | Mika Häkkinen (McLaren-Peugeot)    | Jos Verstappen (Benetton-Ford)   | Rubens Barrichello (Jordan-Hart)   | Damon Hill (Williams-Renault)      | Michael Schumacher (Benetton-Ford) | Benetton-Ford                |
| 12  | 11. September | Italien (Monza)               | 307,400      | Damon Hill (Williams-Renault)      | Gerhard Berger (Ferrari)           | Mika Häkkinen (McLaren-Peugeot)  | Jean Alesi (Ferrari)               | Damon Hill (Williams-Renault)      | Michael Schumacher (Benetton-Ford) | Benetton-Ford                |
| 13  | 25. September | Portugal (Estoril)            | 309,560      | Damon Hill (Williams-Renault)      | David Coulthard (Williams-Renault) | Mika Häkkinen (McLaren-Peugeot)  | Gerhard Berger (Ferrari)           | David Coulthard (Williams-Renault) | Michael Schumacher (Benetton-Ford) | Benetton-Ford                |
| 14  | 16. Oktober   | Europa (Jerez de la Frontera) | 305,532      | Michael Schumacher (Benetton-Ford) | Damon Hill (Williams-Renault)      | Mika Häkkinen (McLaren-Peugeot)  | Michael Schumacher (Benetton-Ford) | Michael Schumacher (Benetton-Ford) | Michael Schumacher (Benetton-Ford) | Benetton-Ford                |
| 15  | 6. November   | Japan (Suzuka)                | 293,200      | Damon Hill (Williams-Renault)      | Michael Schumacher (Benetton-Ford) | Jean Alesi (Ferrari)             | Michael Schumacher (Benetton-Ford) | Damon Hill (Williams-Renault)      | Michael Schumacher (Benetton-Ford) | Williams-Renault             |
| 16  | 13. November  | Australien (Adelaide)         | 306,180      | Nigel Mansell (Williams-Renault)   | Gerhard Berger (Ferrari)           | Martin Brundle (McLaren-Peugeot) | Nigel Mansell (Williams-Renault)   | Michael Schumacher (Benetton-Ford) | Michael Schumacher (Benetton-Ford) | Williams-Renault             |

## Rennberichte

### Großer Preis von Brasilien
| Platz | Fahrer             | Team             | Zeit        |
| ----- | ------------------ | ---------------- | ----------- |
| 1     | Michael Schumacher | Benetton-Ford    | 1:35:38,759 |
| 2     | Damon Hill         | Williams-Renault | + 1 Runde   |
| 3     | Jean Alesi         | Ferrari          | + 1 Runde   |
| PP    | Ayrton Senna       | Williams-Renault | 1:15,962    |
| SR    | Michael Schumacher | Benetton-Ford    | 1:18,455    |

Der Große Preis von Brasilien auf dem Autódromo José Carlos Pace in São Paulo fand am 27. März 1994 statt und ging über 71 Runden (307,075 km).

### Großer Preis des Pazifiks
| Platz | Fahrer             | Team             | Zeit        |
| ----- | ------------------ | ---------------- | ----------- |
| 1     | Michael Schumacher | Benetton-Ford    | 1:46:01,693 |
| 2     | Gerhard Berger     | Ferrari          | + 1:15,300  |
| 3     | Rubens Barrichello | Jordan-Hart      | + 1 Runde   |
| PP    | Ayrton Senna       | Williams-Renault | 1:10,218    |
| SR    | Michael Schumacher | Benetton-Ford    | 1:14,023    |

Der Große Preis des Pazifiks auf dem Tanaka International Circuit Aida in Japan fand am 17. April 1994 statt und ging über 83 Runden (307,349 km).

### Großer Preis von San Marino
| Platz | Fahrer             | Team             | Zeit        |
| ----- | ------------------ | ---------------- | ----------- |
| 1     | Michael Schumacher | Benetton-Ford    | 1:28:28,642 |
| 2     | Nicola Larini      | Ferrari          | + 54,942    |
| 3     | Mika Häkkinen      | McLaren-Peugeot  | + 1:10,679  |
| PP    | Ayrton Senna       | Williams-Renault | 1:21,548    |
| SR    | Damon Hill         | Williams-Renault | 1:24,335    |

Der Große Preis von San Marino auf dem Autodromo Enzo e Dino Ferrari in Imola fand am 1. Mai 1994 statt und ging über 58 Runden (292,32 km).
Das Rennwochenende war durch eine beispiellose Unfallserie gezeichnet. Im Freitags-Training überstand zunächst Rubens Barrichello einen schweren Unfall, bei dem er mit dem Schrecken und einer gebrochenen Nase davonkam. Tags darauf im Abschlusstraining verunglückte der österreichische Pilot Roland Ratzenberger, als sein Frontflügel bei über 300 km/h abriss und das Auto nahezu ungebremst und fast frontal in die Mauer der linken Streckenbegrenzung krachte; Ratzenberger war sofort tot.
Beim Rennen am Sonntag verunglückte der Williams-Pilot und dreimalige Formel-1-Weltmeister Ayrton Senna; er fuhr in der schnellen Tamburellokurve bei weit über 300 km/h vermutlich aufgrund eines Strömungsabrisses, welcher durch die zu langen Seitenkästen des Williams in Verbindung mit den Bodenwellen in der Tamburello-Kurve entstand, geradeaus und prallte in die Begrenzungsmauer. Trümmer der Vorderradaufhängung durchdrangen das Helmvisier des Brasilianers und fügten ihm tödliche Kopfverletzungen zu. Bereits beim Start des Rennens hatte sich ein Unfall ereignet, der zur Neutralisierung führte: Pedro Lamy fuhr dem Benetton des stehengebliebenen JJ Lehto ins Heck, herumfliegende Trümmerteile verletzten Zuschauer. Beide Fahrer wurden zur Untersuchung ins Medical Center gebracht. Den Schlusspunkt bildete ein missglückter Boxenstopp des Italieners Michele Alboreto, in dessen Folge ein nicht sachgemäß befestigtes Rad mehrere Mechaniker verletzte.
Der Tod von Senna blieb für 20 Jahre der letzte tödliche Unfall eines Fahrers in einem Formel-1-Weltmeisterschaftslauf. Beim Großen Preis von Japan 2014 war Jules Bianchi in einen schweren Unfall verwickelt. Er starb neun Monate später an den Folgen.

### Großer Preis von Monaco
| Platz | Fahrer             | Team            | Zeit        |
| ----- | ------------------ | --------------- | ----------- |
| 1     | Michael Schumacher | Benetton-Ford   | 1:49:55,372 |
| 2     | Martin Brundle     | McLaren-Peugeot | + 37,278    |
| 3     | Gerhard Berger     | Ferrari         | + 1:16,824  |
| PP    | Michael Schumacher | Benetton-Ford   | 1:18,560    |
| SR    | Michael Schumacher | Benetton-Ford   | 1:21,076    |

Der Große Preis von Monaco auf dem Circuit de Monaco fand am 15. Mai 1994 statt und ging über 78 Runden (259,584 km).
Im Freien Training verunglückte der Österreicher Karl Wendlinger schwer. Er verlor auf dem schnellsten Streckenabschnitt nach dem Tunnel die Kontrolle über sein Fahrzeug und raste in die Begrenzungsmauer der Hafenschikane. Wendlinger fiel in ein tiefes Koma, seine Überlebenschancen und seine Zukunft waren zunächst ungewiss. Nach drei Wochen erwachte der Sauber-Pilot aus dem Koma und war bis zum Herbst fast vollständig wieder genesen. Ein Comeback-Versuch in den letzten beiden Rennen scheiterte jedoch.

### Großer Preis von Spanien
| Platz | Fahrer             | Team             | Zeit        |
| ----- | ------------------ | ---------------- | ----------- |
| 1     | Damon Hill         | Williams-Renault | 1:36:14,374 |
| 2     | Michael Schumacher | Benetton-Ford    | + 24,166    |
| 3     | Mark Blundell      | Tyrrell-Yamaha   | + 1:26,969  |
| PP    | Michael Schumacher | Benetton-Ford    | 1:21,908    |
| SR    | Michael Schumacher | Benetton-Ford    | 1:25,155    |

Der Große Preis von Spanien auf dem Circuit de Catalunya in Barcelona fand am 29. Mai 1994 statt und ging über 65 Runden (308,555 km).
Obwohl Schumacher nach etwa der Hälfte des Rennens Probleme mit seiner Schaltung bekam und das Rennen schließlich im 5. Gang zu Ende fahren musste, belegte er am Ende den 2. Platz.

### Großer Preis von Kanada
| Platz | Fahrer             | Team             | Zeit        |
| ----- | ------------------ | ---------------- | ----------- |
| 1     | Michael Schumacher | Benetton-Ford    | 1:44:31,887 |
| 2     | Damon Hill         | Williams-Renault | + 39,660    |
| 3     | Jean Alesi         | Ferrari          | + 1:13,388  |
| PP    | Michael Schumacher | Benetton-Ford    | 1:26,178    |
| SR    | Michael Schumacher | Benetton-Ford    | 1:28,927    |

Der Große Preis von Kanada auf dem Circuit Gilles-Villeneuve in Montreal fand am 12. Juni 1994 statt und ging über 69 Runden (307,05 km).

### Großer Preis von Frankreich
| Platz | Fahrer             | Team             | Zeit        |
| ----- | ------------------ | ---------------- | ----------- |
| 1     | Michael Schumacher | Benetton-Ford    | 1:38:35,704 |
| 2     | Damon Hill         | Williams-Renault | + 12,642    |
| 3     | Gerhard Berger     | Ferrari          | + 52,765    |
| PP    | Damon Hill         | Williams-Renault | 1:16,282    |
| SR    | Damon Hill         | Williams-Renault | 1:19,678    |

Der Große Preis von Frankreich auf dem Circuit de Nevers Magny-Cours fand am 3. Juli 1994 statt und ging über 72 Runden (306,0 km).

### Großer Preis von Großbritannien
| Platz | Fahrer        | Team             | Zeit        |
| ----- | ------------- | ---------------- | ----------- |
| 1     | Damon Hill    | Williams-Renault | 1:30:03,640 |
| 2     | Jean Alesi    | Ferrari          | + 1:08,128  |
| 3     | Mika Häkkinen | McLaren-Peugeot  | + 1:40,659  |
| PP    | Damon Hill    | Williams-Renault | 1:24,960    |
| SR    | Damon Hill    | Williams-Renault | 1:27,100    |

Der Große Preis von Großbritannien auf dem Silverstone Circuit fand am 10. Juli 1994 statt und ging über 60 Runden (303,42 km).
Michael Schumacher überholte in der Aufwärmrunde reglementswidrig seinen Kontrahenten Damon Hill. Daraufhin verhängte die Rennleitung im Rennen eine Stop-and-Go-Strafe für den Benetton-Fahrer, die er und sein Team jedoch ignorierten. Daraufhin bekam er von der Rennleitung in Runde 22 die schwarze Flagge (Disqualifikation) gezeigt, die Schumacher und sein Team ebenfalls ignorieren bzw. nicht gesehen haben wollten. Die Fernsehbilder zeigten einen aufgeregt mit der Rennleitung diskutierenden Benetton-Teamchef Flavio Briatore. Kurz darauf bog sein Pilot in die Boxengasse ein und saß die zu Beginn verhängte Stop-and-Go Strafe ab. Nach dem Rennen wurde Schumacher trotzdem disqualifiziert und verlor damit seinen zweiten Platz sowie sechs Punkte. Ein paar Tage nach dem britischen Grand Prix griff die FIA sogar zu noch drastischeren Mitteln: Sie sperrte den Deutschen wegen Ignorierens der schwarzen Flagge für zwei Rennen. Durch einen Einspruch seitens des Benetton-Teams konnte er aber zumindest bei seinem Heim-Rennen in Hockenheim starten, bevor das FIA World Council in Paris die Strafe für die Rennen in Monza und Estoril bestätigte.

### Großer Preis von Deutschland
| Platz | Fahrer          | Team             | Zeit        |
| ----- | --------------- | ---------------- | ----------- |
| 1     | Gerhard Berger  | Ferrari          | 1:22:37,272 |
| 2     | Olivier Panis   | Ligier-Renault   | + 54,779    |
| 3     | Éric Bernard    | Ligier-Renault   | + 1:05,042  |
| PP    | Gerhard Berger  | Ferrari          | 1:43,582    |
| SR    | David Coulthard | Williams-Renault | 1:46,211    |

Der Große Preis von Deutschland auf dem Hockenheimring fand am 31. Juli 1994 statt und ging über 45 Runden (307,035 km).
Während des Rennens kam es zu einem dramatischen, aber zum Glück glimpflich ablaufenden Vorfall, als bei einem Boxenstopp von Jos Verstappen Benzin austrat, sich entzündete und den ganzen Wagen in Flammen setzte. Verstappen entkam mit leichten Verbrennungen. Nach dem Rennen wurde festgestellt, dass der Unfall durch eine manipulierte Tankanlage begünstigt wurde, in der ein vorgeschriebener Filter zugunsten einer höheren Durchflussmenge entfernt worden war. Das Benetton-Team wurde für diese Regelwidrigkeit allerdings letztlich nicht bestraft.

### Großer Preis von Ungarn
| Platz | Fahrer             | Team             | Zeit        |
| ----- | ------------------ | ---------------- | ----------- |
| 1     | Michael Schumacher | Benetton-Ford    | 1:48:00,185 |
| 2     | Damon Hill         | Williams-Renault | + 20,827    |
| 3     | Jos Verstappen     | Benetton-Ford    | + 1:10,329  |
| PP    | Michael Schumacher | Benetton-Ford    | 1:18,258    |
| SR    | Michael Schumacher | Benetton-Ford    | 1:20,881    |

Der Große Preis von Ungarn auf dem Hungaroring bei Budapest fand am 14. August 1994 statt und ging über 77 Runden (305,536 km).

### Großer Preis von Belgien
| Platz | Fahrer             | Team             | Zeit        |
| ----- | ------------------ | ---------------- | ----------- |
| 1     | Damon Hill         | Williams-Renault | 1:28:47,170 |
| 2     | Mika Häkkinen      | McLaren-Peugeot  | + 51,381    |
| 3     | Jos Verstappen     | Benetton-Ford    | + 1:10,453  |
| PP    | Rubens Barrichello | Jordan-Hart      | 2:21,163    |
| SR    | Damon Hill         | Williams-Renault | 1:57,117    |

Der Große Preis von Belgien auf dem Circuit de Spa-Francorchamps fand am 28. August 1994 statt und ging über 44 Runden (308,044 km).
Michael Schumacher ging als Erster durchs Ziel, wurde aber nach dem Rennen wegen einer zu dünnen Holzbodenplatte (seit Hockenheim Vorschrift) an seinem Benetton disqualifiziert. Schumacher hatte sich im Rennen auf den Randsteinen gedreht und argumentierte, dass die Holzplatte deshalb so stark abgeschliffen sei. Die FIA folgte dem Einspruch aber nicht.

### Großer Preis von Italien
| Platz | Fahrer         | Team             | Zeit        |
| ----- | -------------- | ---------------- | ----------- |
| 1     | Damon Hill     | Williams-Renault | 1:18:02,754 |
| 2     | Gerhard Berger | Ferrari          | + 4,930     |
| 3     | Mika Häkkinen  | McLaren-Peugeot  | + 25,640    |
| PP    | Jean Alesi     | Ferrari          | 1:23,844    |
| SR    | Damon Hill     | Williams-Renault | 1:25,930    |

Der Große Preis von Italien auf dem Autodromo Nazionale Monza fand am 11. September 1994 statt und ging über 53 Runden (307,4 km).

### Großer Preis von Portugal
| Platz | Fahrer          | Team             | Zeit        |
| ----- | --------------- | ---------------- | ----------- |
| 1     | Damon Hill      | Williams-Renault | 1:41:10,165 |
| 2     | David Coulthard | Williams-Renault | + 0,603     |
| 3     | Mika Häkkinen   | McLaren-Peugeot  | + 20,193    |
| PP    | Gerhard Berger  | Ferrari          | 1:20,608    |
| SR    | David Coulthard | Williams-Renault | 1:22,446    |

Der Große Preis von Portugal auf dem Circuito do Estoril in Lissabon fand am 25. September 1994 statt und ging über 71 Runden (309,56 km).
Damon Hill, der von den Sperren des WM-Führenden Schumacher im vorhergehenden und diesem Rennen profitierte, siegte zum dritten Mal in Folge und kam dadurch bis auf einen Punkt an Schumacher heran (76:75 Punkte).

### Großer Preis von Europa
| Platz | Fahrer             | Team             | Zeit        |
| ----- | ------------------ | ---------------- | ----------- |
| 1     | Michael Schumacher | Benetton-Ford    | 1:40:26,689 |
| 2     | Damon Hill         | Williams-Renault | + 24,689    |
| 3     | Mika Häkkinen      | McLaren-Peugeot  | + 1:09,648  |
| PP    | Michael Schumacher | Benetton-Ford    | 1:22,762    |
| SR    | Michael Schumacher | Benetton-Ford    | 1:25,040    |

Der Große Preis von Europa auf dem Circuito de Jerez in Jerez de la Frontera fand am 16. Oktober 1994 statt und ging über 69 Runden (305,532 km).

### Großer Preis von Japan
| Platz | Fahrer             | Team             | Zeit        |
| ----- | ------------------ | ---------------- | ----------- |
| 1     | Damon Hill         | Williams-Renault | 1:55:53,532 |
| 2     | Michael Schumacher | Benetton-Ford    | + 3,365     |
| 3     | Jean Alesi         | Ferrari          | + 52,045    |
| PP    | Michael Schumacher | Benetton-Ford    | 1:37,209    |
| SR    | Damon Hill         | Williams-Renault | 1:56,597    |

Der Große Preis von Japan auf dem Suzuka International Racing Course fand am 6. November 1994 statt und ging über 50 Runden (293,2 km).

### Großer Preis von Australien
| Platz | Fahrer             | Team             | Zeit        |
| ----- | ------------------ | ---------------- | ----------- |
| 1     | Nigel Mansell      | Williams-Renault | 1:47:51,480 |
| 2     | Gerhard Berger     | Ferrari          | + 2,511     |
| 3     | Martin Brundle     | McLaren-Peugeot  | + 52,487    |
| PP    | Nigel Mansell      | Williams-Renault | 1:16,179    |
| SR    | Michael Schumacher | Benetton-Ford    | 1:17,140    |

Der Große Preis von Australien auf dem Adelaide Street Circuit fand am 13. November 1994 statt und ging über 81 Runden (306,18 km).
Schumacher qualifizierte sich für Startplatz zwei, direkt vor Damon Hill. Trainingsschnellster war Altmeister Nigel Mansell. Die beiden WM-Aspiranten führten vom Start weg das Rennen an (Schumacher vor Hill). In der 36. Runde rutschte Schumacher von der Strecke und berührte nach einer Linkskurve die äußere Mauer. Er lenkte auf die Strecke zurück und blieb knapp vor Hill. In der nächsten Rechtskurve versuchte Hill innen vorbeizukommen, der Deutsche blieb als Führender auf der Ideallinie. Die Wagen berührten sich, Schumacher flog über Hills Vorderrad und landete im Reifenstapel. Das Rennen war daraufhin für Schumacher beendet. Hill fuhr noch an die Box, da aber seine vordere linke Radaufhängung gebrochen war, gab er das Rennen auf und Schumacher war Weltmeister. Williams gewann aber dennoch die Konstrukteursweltmeisterschaft.

## Weltmeisterschaftswertungen
Weltmeister wird derjenige Fahrer bzw. Konstrukteur, der bis zum Saisonende die meisten Punkte in der Weltmeisterschaft angesammelt hat. Bei der Punkteverteilung werden die Platzierungen im Gesamtergebnis des jeweiligen Rennens aller Rennen berücksichtigt. Die sechs erstplatzierten Fahrer jedes Rennens erhielten Punkte nach folgendem Schema:
| Platz  | 1  | 2 | 3 | 4 | 5 | 6 |
| Punkte | 10 | 6 | 4 | 3 | 2 | 1 |

### Fahrerwertung
| Pos. | Fahrer              | Konstrukteur     |     |     |      |     |      |      |      |     |     |      |      |     |     |     |     |      | Punkte |
| 01   | M. Schumacher       | Benetton-Ford    | 1   | 1   | 1    | 1   | 2    | 1    | 1    | DSQ | DNF | 1    | DSQ  | EX  | EX  | 1   | 2   | DNF  | 92     |
| 02   | D. Hill             | Williams-Renault | 2   | DNF | 6    | DNF | 1    | 2    | 2    | 1   | 8   | 2    | 1    | 1   | 1   | 2   | 1   | DNF  | 91     |
| 03   | G. Berger           | Ferrari          | DNF | 2   | DNF  | 3   | DNF  | 4    | 3    | DNF | 1   | *12* | DNF  | 2   | DNF | 5   | DNF | 2    | 41     |
| 04   | M. Häkkinen         | McLaren-Peugeot  | DNF | DNF | 3    | DNF | DNF  | DNF  | DNF  | 3   | DNF |      | 2    | 3   | 3   | 3   | 7   | *12* | 26     |
| 05   | J. Alesi            | Ferrari          | 3   | INJ | INJ  | 5   | 4    | 3    | DNF  | 2   | DNF | DNF  | DNF  | DNF | DNF | 10  | 3   | 6    | 24     |
| 06   | R. Barrichello      | Jordan-Hart      | 4   | 3   | DNQ  | DNF | DNF  | 7    | DNF  | 4   | DNF | DNF  | DNF  | 4   | 4   | 12  | DNF | 4    | 19     |
| 07   | M. Brundle          | McLaren-Peugeot  | DNF | DNF | 8    | 2   | *11* | DNF  | DNF  | DNF | DNF | *4*  | DNF  | 5   | 6   | DNF | DNF | 3    | 16     |
| 08   | D. Coulthard        | Williams-Renault |     |     |      |     | DNF  | 5    |      | 5   | DNF | DNF  | 4    | *6* | 2   |     |     |      | 14     |
| 09   | N. Mansell          | Williams-Renault |     |     |      |     |      |      | DNF  |     |     |      |      |     |     | DNF | 4   | 1    | 13     |
| 10   | J. Verstappen       | Benetton-Ford    | DNF | DNF |      |     |      |      | DNF  | 8   | DNF | 3    | 3    | DNF | 5   | DNF |     |      | 10     |
| 11   | O. Panis            | Ligier-Renault   | 11  | 9   | 11   | 9   | 7    | 12   | DNF  | 12  | 2   | 6    | 7    | 10  | DSQ | 9   | 11  | 5    | 9      |
| 12   | M. Blundell         | Tyrrell-Yamaha   | DNF | DNF | 9    | DNF | 3    | *10* | 10   | DNF | DNF | 5    | 5    | DNF | DNF | 13  | DNF | DNF  | 8      |
| 13   | H.-H. Frentzen      | Sauber-Mercedes  | DNF | 5   | 7    | DNS | DNF  | DNF  | 4    | 7   | DNF | DNF  | DNF  | DNF | DNF | 6   | 6   | 7    | 7      |
| 14   | N. Larini           | Ferrari          |     | DNF | 2    |     |      |      |      |     |     |      |      |     |     |     |     |      | 6      |
| 15   | C. Fittipaldi       | Footwork-Ford    | DNF | 4   | *13* | DNF | DNF  | DSQ  | 8    | 9   | 4   | *14* | DNF  | DNF | 8   | 17  | 8   | 8    | 6      |
| 16   | E. Irvine           | Jordan-Hart      | DNF |     |      |     | 6    | DNF  | DNF  | DNF | DNF | DNF  | *13* | DNF | 7   | 4   | 5   | DNF  | 6      |
| 17   | U. Katayama         | Tyrrell-Yamaha   | 5   | DNF | 5    | DNF | DNF  | DNF  | DNF  | 6   | DNF | DNF  | DNF  | DNF | DNF | 7   | DNF | DNF  | 5      |
| 18   | É. Bernard          | Ligier-Renault   | DNF | 10  | 12   | DNF | 8    | 13   | DNF  | 13  | 3   | 10   | 10   | 7   | 10  |     |     |      | 4      |
| 18   | É. Bernard          | Lotus-Mugen      |     |     |      |     |      |      |      |     |     |      |      |     |     | 18  |     |      | 0      |
| 19   | K. Wendlinger       | Sauber-Mercedes  | 6   | DNF | 4    | DNS | INJ  | INJ  | INJ  | INJ | INJ | INJ  | INJ  | INJ | INJ | INJ | INJ | INJ  | 4      |
| 20   | A. de Cesaris       | Jordan-Hart      |     |     | DNF  | 4   |      |      |      |     |     |      |      |     |     |     |     |      | 3      |
| 20   | A. de Cesaris       | Sauber-Mercedes  |     |     |      |     |      | DNF  | 6    | DNF | DNF | DNF  | DNF  | DNF | DNF | DNF |     |      | 1      |
| 21   | P. Martini          | Minardi-Ford     | 8   | DNF | DNF  | DNF | 5    | 9    | 5    | 10  | DNF | DNF  | 8    | DNF | 12  | 15  | DNF | 9    | 4      |
| 22   | G. Morbidelli       | Footwork-Ford    | DNF | DNF | DNF  | DNF | DNF  | DNF  | DNF  | DNF | 5   | DNF  | 6    | DNF | 9   | 11  | DNF | DNF  | 3      |
| 23   | É. Comas            | Larrousse-Ford   | 9   | 6   | DNF  | 10  | DNF  | DNF  | *11* | DNF | 6   | 8    | DNF  | 8   | DNF | DNF | 9   |      | 2      |
| 24   | JJ Lehto            | Benetton-Ford    |     |     | DNF  | 7   | DNF  | 6    |      |     |     |      |      | 9   | DNF |     |     |      | 1      |
| 24   | JJ Lehto            | Sauber-Mercedes  |     |     |      |     |      |      |      |     |     |      |      |     |     |     | DNF | 10   | 0      |
| 25   | M. Alboreto         | Minardi-Ford     | DNF | DNF | DNF  | 6   | DNF  | 11   | DNF  | DNF | DNF | 7    | 9    | DNF | 13  | 14  | DNF | DNF  | 1      |
| 26   | J. Herbert          | Lotus-Mugen      | 7   | 7   | 10   | DNF | DNF  | 8    | 7    | 11  | DNF | DNF  | 12   | DNF | 11  |     |     |      | 0      |
| 26   | J. Herbert          | Ligier-Renault   |     |     |      |     |      |      |      |     |     |      |      |     |     | 8   |     |      | 0      |
| 26   | J. Herbert          | Benetton-Ford    |     |     |      |     |      |      |      |     |     |      |      |     |     |     | DNF | DNF  | 0      |
| 27   | O. Beretta          | Larrousse-Ford   | DNF | DNF | DNF  | 8   | DNF  | DNF  | DNF  | 14  | 7   | 9    |      |     |     |     |     |      | 0      |
| 28   | P. Lamy             | Lotus-Mugen      | 10  | 8   | DNF  | 11  |      |      |      |     |     |      |      |     |     |     |     |      | 0      |
| 29   | J.-M. Gounon        | Simtek-Ford      |     |     |      |     |      |      | 9    | 16  | DNF | DNF  | 11   | DNF | 15  |     |     |      | 0      |
| 30   | A. Zanardi          | Lotus-Mugen      |     |     |      |     | 9    | 15   | DNF  | DNF | DNF | 13   |      | DNF |     | 16  | 13  | DNF  | 0      |
| 31   | D. Brabham          | Simtek-Ford      | 12  | DNF | DNF  | DNF | 10   | 14   | DNF  | 15  | DNF | 11   | DNF  | DNF | DNF | DNF | 12  | DNF  | 0      |
| 32   | M. Salo             | Lotus-Mugen      |     |     |      |     |      |      |      |     |     |      |      |     |     |     | 10  | DNF  | 0      |
| 33   | F. Lagorce          | Ligier-Renault   |     |     |      |     |      |      |      |     |     |      |      |     |     |     | DNF | 11   | 0      |
| 34   | R. Ratzenberger (†) | Simtek-Ford      | DNQ | 11  | DNS  |     |      |      |      |     |     |      |      |     |     |     |     |      | 0      |
| 35   | Y. Dalmas           | Larrousse-Ford   |     |     |      |     |      |      |      |     |     |      |      | DNF | 14  |     |     |      | 0      |
| 36   | P. Adams            | Lotus-Mugen      |     |     |      |     |      |      |      |     |     |      | DNF  |     | 16  |     |     |      | 0      |
| 37   | D. Schiattarella    | Simtek-Ford      |     |     |      |     |      |      |      |     |     |      |      |     |     | 19  |     | DNF  | 0      |
| —    | B. Gachot           | Pacific-Ilmor    | DNF | DNQ | DNF  | DNF | DNF  | DNF  | DNQ  | DNQ | DNQ | DNQ  | DNQ  | DNQ | DNQ | DNQ | DNQ | DNQ  | 0      |
| —    | A. Senna (†)        | Williams-Renault | DNF | DNF | DNF  |     |      |      |      |     |     |      |      |     |     |     |     |      | 0      |
| —    | H. Noda             | Larrousse-Ford   |     |     |      |     |      |      |      |     |     |      |      |     |     | DNF | DNF | DNF  | 0      |
| —    | P. Belmondo         | Pacific-Ilmor    | DNQ | DNQ | DNQ  | DNF | DNF  | DNQ  | DNQ  | DNQ | DNQ | DNQ  | DNQ  | DNQ | DNQ | DNQ | DNQ | DNQ  | 0      |
| —    | P. Alliot           | McLaren-Peugeot  |     |     |      |     |      |      |      |     |     | DNF  |      |     |     |     |     |      | 0      |
| —    | P. Alliot           | Larrousse-Ford   |     |     |      |     |      |      |      |     |     |      | DNF  |     |     |     |     |      | 0      |
| —    | A. Suzuki           | Jordan-Hart      |     | DNF |      |     |      |      |      |     |     |      |      |     |     |     |     |      | 0      |
| —    | T. Inoue            | Simtek-Ford      |     |     |      |     |      |      |      |     |     |      |      |     |     |     | DNF |      | 0      |
| —    | J.-D. Delétraz      | Larrousse-Ford   |     |     |      |     |      |      |      |     |     |      |      |     |     |     |     | DNF  | 0      |
| —    | A. Montermini       | Simtek-Ford      |     |     |      |     | DNQ  |      |      |     |     |      |      |     |     |     |     |      | 0      |

| Legende  | Legende            | Legende                                                          |
| Farbe    | Abkürzung          | Bedeutung                                                        |
| -------- | ------------------ | ---------------------------------------------------------------- |
| Gold     | –                  | Sieg                                                             |
| Silber   | –                  | 2. Platz                                                         |
| Bronze   | –                  | 3. Platz                                                         |
| Grün     | –                  | Platzierung in den Punkten                                       |
| Blau     | –                  | Klassifiziert außerhalb der Punkteränge                          |
| Violett  | DNF                | Rennen nicht beendet (did not finish)                            |
| Violett  | NC                 | nicht klassifiziert (not classified)                             |
| Rot      | DNQ                | nicht qualifiziert (did not qualify)                             |
| Rot      | DNPQ               | in Vorqualifikation gescheitert (did not pre-qualify)            |
| Schwarz  | DSQ                | disqualifiziert (disqualified)                                   |
| Weiß     | DNS                | nicht am Start (did not start)                                   |
| Weiß     | WD                 | zurückgezogen (withdrawn)                                        |
| Hellblau | PO                 | nur am Training teilgenommen (practiced only)                    |
| Hellblau | TD                 | Freitags-Testfahrer (test driver)                                |
| ohne     | DNP                | nicht am Training teilgenommen (did not practice)                |
| ohne     | INJ                | verletzt oder krank (injured)                                    |
| ohne     | EX                 | ausgeschlossen (excluded)                                        |
| ohne     | DNA                | nicht erschienen (did not arrive)                                |
| ohne     | C                  | Rennen abgesagt (cancelled)                                      |
| ohne     | keine WM-Teilnahme |                                                                  |
| sonstige | P/fett             | Pole-Position                                                    |
| sonstige | 1/2/3/4/5/6/7/8    | Punktplatzierung im Sprint-/Qualifikationsrennen                 |
| sonstige | SR/kursiv          | Schnellste Rennrunde                                             |
| sonstige | *                  | nicht im Ziel, aufgrund der zurückgelegten Distanz aber gewertet |
| sonstige | ()                 | Streichresultate                                                 |
| sonstige | unterstrichen      | Führender in der Gesamtwertung                                   |

### Konstrukteurswertung

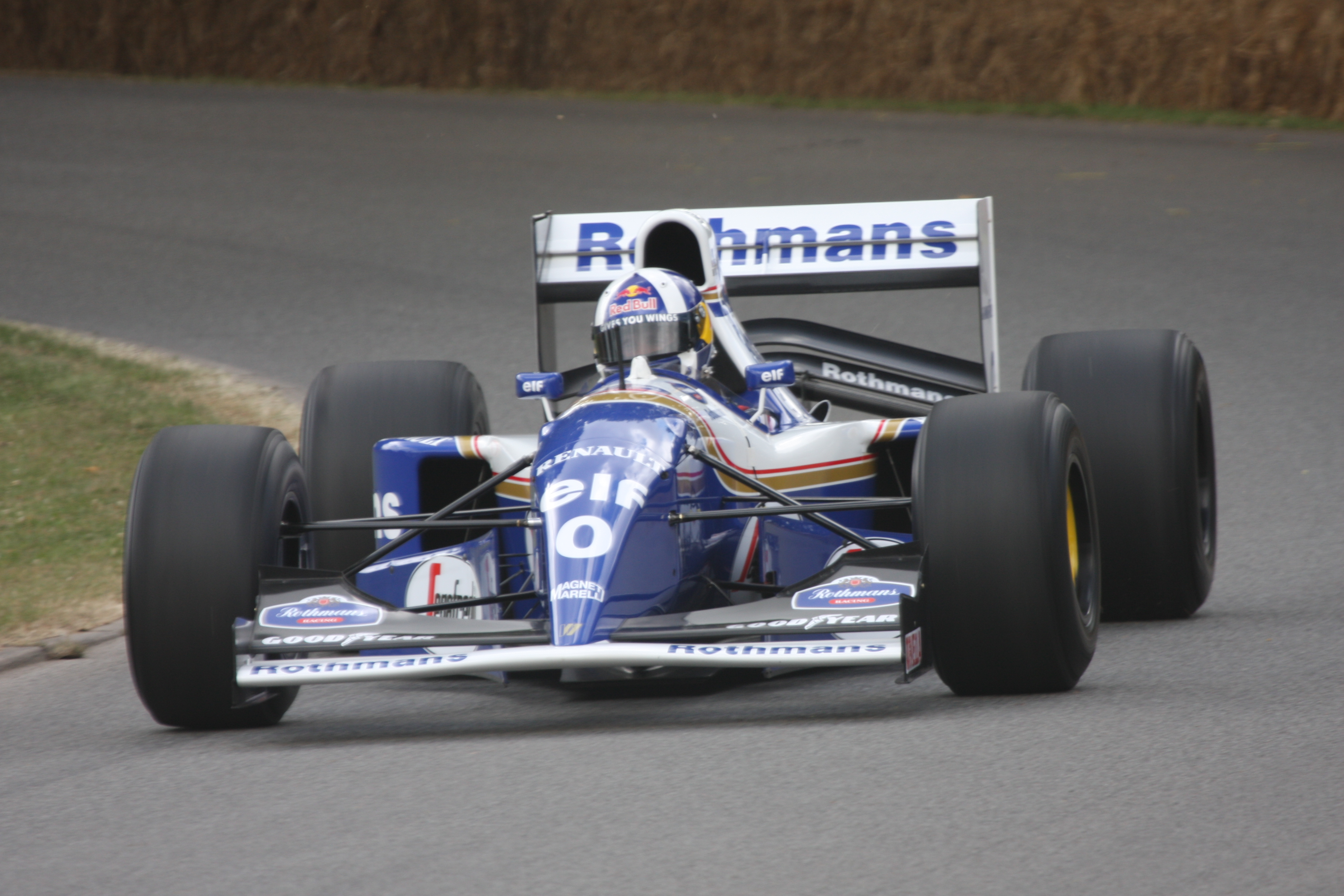
Willams FW16B

| Pos. | Konstrukteur     | Punkte |
| ---- | ---------------- | ------ |
| 01   | Williams-Renault | 118    |
| 02   | Benetton-Ford    | 103    |
| 03   | Ferrari          | 71     |
| 04   | McLaren-Peugeot  | 42     |
| 05   | Jordan-Hart      | 28     |
| 06   | Ligier-Renault   | 13     |
| 07   | Tyrrell-Yamaha   | 13     |

| Pos. | Konstrukteur      | Punkte |
| ---- | ----------------- | ------ |
| 08   | Sauber-Mercedes   | 12     |
| 09   | Footwork-Ford     | 9      |
| 10   | Minardi-Ford      | 5      |
| 11   | Larrousse-Ford    | 2      |
| 12   | Lotus-Mugen-Honda | 0      |
| 13   | Simtek-Ford       | 0      |
| 14   | Pacific-Ilmor     | 0      |